# Dithiooxamide
Le dithiooxamide, ou acide rubéanique, est un composé chimique de formule H2NSC–CSNH2. Analogue dithio- de l'oxamide, il s'agit d'un chélateur utilisé notamment dans le dosage du cuivre et comme réactif dans la synthèse du cyclène :
C'est aussi le composé parent des dithiooxamides de formule générale (R1,R2)N-C(=S)-C(=S)-N(R3,R4).